# Eethen
Eethen já foi um município e atualmente é uma aldeia no município neerlandês de Aalburg, província de Brabante do Norte com cerca de 740 habitantes (31 de dezembro de 2008, fonte: CBS).

## Localização
Eethen está localizada ao norte do Bergse Maas, entre as aldeias de Meeuwen e Genderen, na Terra de Heusden e Altena.

## História
Até 1923 Eethen juntamente com as aldeias de Heesbeen e Genderen formavam um único município. Este município era conhecido por Eethen, Genderen en Heesbeen. Nos últimos anos, o município passou a chamar-se apenas Genderen. A Câmara Municipal deste município ficava em Genderen.
Em 1923, o município foi fundido com os municípios e Meeuwen e Drongelen e recebeu o nome de Eethen. O brasão de armas do município era uma efígie de São Martinho, tradicionalmente, o padroeiro da aldeia.
Em 1973, o município fundiu-se com os municípios de Veen e Wijk en Aalburg para formarem o atual município de Aalburg.